# Glavoč mrkulj
Glavoč mrkulj (lat. Gobius paganellus) riba je iz porodice glavoča (lat. Gobiidae). Kod nas se još naziva i glavoč/glamac kamenjar, porupnjak, noćar, noćnjaš,... Ima izduženo tijelo, široku tupo zaobljenu glavu i debele usne, te velike izbuljene bočno i naprijed okrenute oči. Iznad nosnica ima male izrasline, kojih na svakoj strani može biti 5-6 (izgledaju kao da su jedna). Ima podijeljenu leđnu peraju na dva dijela, a repna peraja mu je zaobljena. Boja tijela mu je u nijansama smeđe, koja može varirati od svijetlo smeđe, preko ljubičasto smeđe, pa čak do tamno smeđe koja se približava crnoj. Vrh prve leđne peraje i bočnih peraja mu se po boji razlikuje od ostatka peraja, naime, bočne peraje imaju vrh mnogo svjetliji od ostatka peraje, skoro bijel, a vrh prve leđne peraje ima žućkastu ili kod većih jedinki narančastu liniju. Mrkulj živi na kamenitom dnu koje je obraslo travom i algama, na malim dubinama, do nekih 15 m, a preferira zatvorenije uvale sa slabijim protokom morske vode. I kod ove vrste mužjak čuva jajašca, a prilikom čuvanja poprima sve tamniju boju. Vrijeme izlijeganja jajašaca je oko 19 dana, što ovisi o temperaturi. Naraste do 12 cm, a hrani se manjim ribama, glavonošcima, crvima, račićima,...Živi oko 10 godina, a osim u moru, mrkulj rado obitava i u bočatim vodama, a ponekad uđe i u potpuno slatku vodu. Hrani se i danju i noću, iako je aktivniji po noći.

## Zanimljivosti
Glavoč mrkulj se u prirodi zna križati s glavočem pločarom (lat. Gobius cobitis), a križanci redovito nasljeđuju osobinu rasta po pločaru, naime narastu dosta veći od mrkulja.

## Rasprostranjenost
Glavoč mrkulj živi u Atlantiku od zapada Škotske pa sve do Senegala. Osim na Atlantiku, obitava i u Sredozemnom moru i Crnom moru. Vjerojatno je kroz Sueski kanal ušao u Crveno more, pa danas i tu obitava.

## Vanjske poveznice
|  | Zajednički poslužitelj ima stranicu o temi Gobius paganellus    |
|  | Zajednički poslužitelj ima još gradiva o temi Gobius paganellus |
|  | Wikivrste imaju podatke o taksonu Gobius paganellus             |